# Голицын, Иван Фёдорович
Князь Ива́н Фёдорович Голи́цын (4 января 1731 — 6 декабря 1797) — представитель рода Голицыных, генерал-адъютант императора Петра III, впоследствии генерал от инфантерии, действительный тайный советник. Сенатор (1797). Кавалер ордена св. Анны.

## Биография
Князь Иван Фёдорович Голицын родился в семье генерал-майора князя Фёдора Ивановича Голицына (1700—1759) и его второй супруги, Анны Петровны, урождённой Измайловой (1712—1749). По линии отца — внук Ивана Алексеевича (1658—1729) и Анастасии Петровны Голицыных (1655—1729). Унаследовал от отца подмосковное село Черёмошье, которое позднее продал.
Участник Турецкой компании 1808—1809 гг.; адъютант князя Д. И. Лобанова-Ростовского, капитан-поручик Преображенского полка, генерал-адъютант императора Петра III, впоследствии генерал от инфантерии.

Князь Иван Фёдорович, бывший при Государе генерал-адъютантом и живший в отставке генерал-майором, пожалован был полным генералом и александровским кавалером.
Будучи фаворитом Петра III, получил от него в 1762 дачу вдоль Петергофской дороги. В том же году Иван Фёдорович, сохраняя верность Петру III, не присягнул императрице Екатерине II, за что попал в опалу, продолжавшуюся 34 года. В 1763 году Иван Фёдорович был отправлен в отставку с армейским чином генерал-майора. Он не показывался императрице на глаза, не показывался при дворе, а вскоре и вовсе покинул Санкт-Петербург.
Попав в немилость, Голицын И. Ф. продал не только свою часть Голицыной мызы, но и ближнюю к столице усадьбу, которую приобрёл его сосед — екатерининский вельможа Александр Львович Нарышкин. А земли опального Голицына вошли в состав огромного имения «Красная мыза» на четвёртой версте Петергофской дороги. Всё это время он жил в своей усадьбе «Даниловское» в Дмитровском уезде.
Иван Фёдорович Голицын хранил верность своему государю Петру III и после его смерти. Эту преданность высоко оценил император Павел I: в 1796 году он возвращает уже состарившегося И. Ф. Голицына на службу с повышением, пожаловав тому чин генерал-аншефа. Умер Голицын 6 декабря 1797 года. Похоронен был в родовой усыпальнице этой ветви князей Голицыных — Михайловской церкви Донского монастыря.

## Даниловское
В конце 1760-начале 1770-х гг. князь Иван Голицын строит усадьбу «Даниловское» (северо-восточнее Дмитрова, в посёлке свх. Будёновец). Построена она была по проекту крепостного архитектора М. А. Агафонова. Также Голицын в Даниловском строит в 1771 г., по проекту всё того же архитектора, сохранившуюся церковь Николая Чудотворца на месте бывшей деревянной. Никольская церковь выстроена стиле московского барокко, имеет красивый лепестковый план, и нарядное, пластически-выразительное оформление фасадов.
Из зданий усадьбы сохранились: сильно перестроенный двухэтажный дом, со скрытой, под наслоением штукатурки, поздне-барочной декоративной обработкой фасадов; флигели, один из которых соединён с домом, а другой, криволинейного абриса, в меньшей степени утратил первоначальный облик; и сама Никольская церковь. В 1937 г. храм был закрыт, навершия сломаны. Вновь открыт в 1993 году, частично отремонтирован.

## Семья
Князь И. Ф. Голицын был женат дважды:
1. жена c 28 июля 1751 года Анастасия Андреевна Сабурова (20.10.1734—10.03.1754)
2. жена с 1787 года Надежда Ивановна Грушецкая, урожд. Вихляева (1727—1811), первым браком была за полковником лейб-гвардии Семёновского полка Василием Никитичем Грушецким (1717—1787) и имела от него 3 сыновей и 3 дочерей.

Своих детей у Голицына не было, и он оставил состояние пасынкам и падчерицам Грушецким:
- Старшая из последних, Марья Васильевна, была замужем за суворовским бригадиром Николаем Поливановым — ей досталось Даниловское.
- Младшая — Екатерина Васильевна (1748-?) — за отцом декабриста, Павлом Николаевичем Бестужевым-Рюминым (их сын — знаменитый декабрист М. П. Бестужев-Рюмин).

Село Богослово, которым также владел И. Ф. Голицын, досталось коллежскому асессору Александру Васильевичу Грушецкому (1746—1813).